# Centaurklasse
De Centaurklasse was een serie van acht vliegdekschepen die tijdens de Tweede Wereldoorlog besteld zijn door de Royal Navy.

## Schepen
- HMS Centaur (R06) (1953-1965/1971)
- HMS Albion (R07) (1954-1973)
- HMS Bulwark (R08) (1954-1976 en 1978-1981)
- HMS Hermes (R12) (ex-Elephant) (1959-1984)

## Bouw en ontwerp
De Centaurklasse was een vervolg op de Colossus- en Majesticklasse, lichte vlootvliegdekschepen, die zodanig ontworpen waren dat ze tijdens de oorlog snel gebouwd konden worden. Zo veel mogelijk had men geprobeerd commerciële ontwerpeisen te gebruiken, opdat die schepen op civiele werven gebouwd konden worden. Omdat zowel de Colossus- als de vrijwel identieke Majecticklasse te klein bleken volgden grotere ontwerpen, waarvan de Centaurklasse de eerste was. Uiterlijk had het ontwerp veel gemeen met de voorgaande klassen, maar deze serie schepen was veel groter.
Nog tijdens de bouw werden vier schepen geannuleerd. Aan het eind van de oorlog werd het werk aan de overige vier stilgelegd. Na de oorlog werden de schepen langzaam afgebouwd en in dienst genomen. Het werk aan de Albion en Bulwark werd nog iets vertraagd, opdat zij nog kon worden voorzien van een hoekdek (zij het erg beperkt). Aan de Centaur is die voorziening later aangebracht.
Rond 1958 zijn de schepen nog voorzien van een "stoomkatapult", voor gebruik door straalvliegtuigen. Omdat de schepen eigenlijk te klein waren om een voldoende groot aantal (straal-) vliegtuigen aan boord te nemen werd de Centaur in 1965 al uit dienst genomen. Tot 1971 werd het nog als accommodatieschip gebruikt. Van de Albion en Bulwark werden in het begin van de jaren zestig de stoomkatapult en het deklandingssysteem verwijderd. Zij werden daarna nog uitsluitend voorzien van transporthelikopters en kregen een rol als "commando carrier", voor het vervoer van mariniers.

## Hermes
Eén schip, de Hermes, werd pas in 1959 voltooid volgens een drastisch herzien ontwerp. De Hermes werd dan ook vaak beschouwd als een eigen klasse. Het had vanaf de bouw o.a. een groter hoekdek dan de zusterschepen, een stoomkatapult en een - voor die tijd - moderne 3-D radar.
Maar ook de Hermes bleek op den duur eigenlijk te klein voor moderne jachtvliegtuigen, reden waarom het schip in 1973 werd verbouwd tot helikoptercarrier voor gebruik door anti-onderzeeboothelikopters. In 1980 werd het schip nogmaals verbouwd en voorzien van een ski-jump voor Sea Harrier jachtvliegtuigen. In 1982 speelde Hermes, samen met de Invincible een belangrijke rol tijdens de Falklandoorlog. In 1984 werd het schip uit dienst genomen. In 1986 verkocht aan India, waar het in 1987 als INS Viraat (R22) in dienst werd gesteld.